# Carcinoma de cèl·lules de Merkel
El carcinoma de cèl·lules de Merkel (CCM) és un càncer de pell rar i agressiu que ocorre en unes 3 persones per cada milió de membres de la població. També es coneix com a APUDoma cutani, carcinoma neuroendocrí primari de la pell, carcinoma primari de cèl·lules petites de la pell i carcinoma trabecular de la pell. Els factors implicats en el desenvolupament del CCM inclouen el poliomavirus de cèl·lules de Merkel (MCPyV o MCV), un sistema immunitari debilitat i l'exposició a la radiació ultraviolada. El carcinoma de cèl·lules de Merkel sol sorgir al cap, coll i extremitats, així com a la regió perianal i a la parpella. És més freqüent en persones de més de 60 anys, persones caucàsiques i homes. El CCM és menys freqüent en nens.

## Fisiopatologia
Tot i que inicialment el CCM va ser anomenat per la cèl·lula de Merkel a causa de les similituds histològiques i fisiològiques entre les cèl·lules del CCM i les de Merkel, el progenitor cel·lular de MCC ha estat una qüestió molt debatuda.